# Ordinary Man
Ordinary Man é o décimo segundo álbum do cantor britânico Ozzy Osbourne, lançado em 21 de fevereiro de 2020.  O primeiro single, "Under the Graveyard", foi lançado em 8 de novembro de 2019. O disco conta com o baixista Duff McKagan, do Guns N' Roses, o baterista Chad Smith, do Red Hot Chili Peppers, e o guitarrista e produtor Andrew Watt.

## Antecedentes e gravação
Ordinary Man é o primeiro álbum de estúdio de Osbourne como artista solo em dez anos após Scream (álbum de Ozzy Osbourne). É também o seu primeiro álbum geral desde que ele se reuniu com Tony Iommi e Geezer Butler do Black Sabbath, para o seu álbum final 13 (álbum de Black Sabbath). Após o lançamento de 13, eles fizeram uma turnê de despedida intitulada The End Tour, que terminou em Birmingham, Inglaterra, em 4 de fevereiro de 2017. Depois que o Black Sabbath concluiu sua turnê de despedida, Osbourne continuou trabalhando em novos materiais.
Em novembro de 2017, anunciou a No More Tours II, sua ultima turnê mundial. O nome é uma referência à primeira turnê de despedida do cantor, em 1991. Na época, Osbourne anunciou sua aposentadoria por motivos de saúde, mas voltou a gravar e fazer shows normalmente anos depois. Desta vez, apesar de ser a ultima turnê, o musico não descartou a possibilidade de fazer shows especiais.

Problemas de saúde e cancelamento da turnê
No dia 6 de outubro de 2018, o cantor foi internado nos Estados Unidos para tratar uma infeção na mão, isso fez o artista cancelar alguns shows da turnê. Em fevereiro, Osbourne passou por problemas respiratórios que evoluíram para uma pneumonia, chegando a ficar internado na UTI. Em abril, Osbourne adiou todos os shows que faria em 2019 após sofrer uma queda em casa e precisou passar por varias cirurgias, inclusive na coluna. O acidente desencadeou problemas antigos causados por um queda de quadriciclo que o cantor sofreu em 2003. Na época, placas e pinos de metal foram implantados no artista.

Novas parcerias
Em setembro de 2019, foi lançada uma parceria entre Osbourne e os rappers Post Malone e Travis Scott, Take What You Want, do album Hollywood's Bleeding de Post. A parceria aconteceu por meio de Andrew Watt e Kelly Osbourne, fillha de Ozzy. A música se tornou o primeiro top 10 da Billboard Hot 100 em Osbourne em mais de 30 anos, se tornando a maior lacuna entre as 10 principais aparições na história do gráfico. Em 8 de novembro de 2019, foi revelado que Osbourne estava trabalhado com o baixista do Guns N 'Roses, Duff McKagan, e o baterista do Red Hot Chili Peppers, Chad Smith, no álbum. Falando sobre a gravação, ele comentou que todo o processo do álbum foi feito "em pouco tempo", acrescentando "Duff e Chad entraram e tocamos durante o dia e eu trabalhava nas músicas à noite. Eu já havia dito a Sharon que eu deveria estar fazendo um álbum, mas no fundo eu pensava: 'Eu não tenho forças.' Mas Andrew tirou isso de mim. Eu realmente espero que as pessoas escutem e gostem, porque eu coloquei meu coração e alma neste álbum."

## Recepção
| Críticas profissionais | Críticas profissionais |
| Pontuações agregadas   | Pontuações agregadas   |
| Fonte                  | Avaliação              |
| ---------------------- | ---------------------- |
| AnyDecentMusic?        | 7.4/10                 |
| Metacritic             | 78/100                 |
| Avaliações da crítica  |                        |
| Fonte                  | Avaliação              |
| AllMusic               | [ 13 ]                 |
| Clash                  | 7/10                   |
| Consequence of Sound   | B                      |
| Evening Standard       | [ 16 ]                 |
| Exclaim!               | 7/10                   |
| The Guardian           | [ 18 ]                 |
| musicOMH               | [ 19 ]                 |
| NME                    | [ 20 ]                 |
| Rolling Stone          | [ 21 ]                 |
| Sputnikmusic           | 3.3/5                  |
| Variety                | 8/10                   |

Ordinary Man recebeu críticas geralmente positivas de críticos de música contemporânea. No Metacritic, o álbum recebeu uma pontuação média de 78, com base em 15 críticas, indicando "críticas geralmente favoráveis".  Agregador AnyDecentMusic? deu 7,4 em 10, com base na avaliação do consenso crítico.O crítico do AllMusic, Fred Thomas, deu uma crítica positiva ao álbum, escrevendo que, embora tenha algumas músicas mais fracas, foi o melhor álbum de Osbourne em anos. Ele escreveu: "A produção é enorme, mas a energia é espontânea, parecia tão divertido de fazer quanto de ouvir. 71 anos na época em que Ordinary Man foi lançado, a voz de Osbourne está em ótima forma, soando mais ou menos como sempre esteve. Como ele está fazendo músicas tão fortes depois de andar num trem maluco por mais de meio século, ninguém sabe, mas as melhores músicas aqui figuram entre as melhores." Josh Gray, do Clash, escreveu que "Ordinary Man" está longe de ser perfeito, mas todos os lançamentos solo de Ozzy Osbourne tendem a refletir as falhas de seus criadores em um grau ou outro, mas, no entanto, são absolutamente bem-sucedidos em seus próprios termos, servindo a seu propósito, lembrando ao mundo exatamente o que sentiremos falta quando este titã entre titãs finalmente se afastar de nós para sempre." Ele também elogiou a energia que Osbourne expressa no álbum. Spencer Kaufman, do Consequence of Sound, deu uma crítica positiva ao álbum, elogiando os vocais de Osbourne e a "musicalidade" do álbum, embora afirmando que "músicas como 'Goodbye', 'Eat Me' e 'Scary Little Green Men' se perdem em na confusão". Kaufman também afirmou que estava um pouco decepcionado por Zakk Wylde não estar envolvido na criação do álbum. Escrevendo para o Evening Standard, Harry Fletcher elogiou o álbum, elogiando os vocais de Osbourne e os recursos do álbum. Joe Smith-Engelhardt, do Exclaim! deu ao Ordinary Man uma crítica positiva, dizendo que foi um dos álbuns mais cativantes que Osbourne fez em anos e "apesar de pequenas falhas em músicas selecionadas, ele criou outro disco digno da atenção das pessoas". Escrevendo para MusicOMH, Ross Horton foi positivo em relação ao álbum, afirmando que é "apenas mais um álbum solo de Ozzy Osbourne, para melhor e para pior. É bem-sucedido em sua crueza, sua improvisação misturando riffs previsíveis e poesia lunática".
O escritor da NME, Jordan Bassett, deu ao Ordinary Man uma nota perfeita, escrevendo que várias músicas do álbum eram uma reminiscência da antiga banda de Osbourne, Black Sabbath, e que ele estava "se divertindo muito" no disco. Por outro lado, escrevendo para a Rolling Stone, Kory Grow deu uma crítica positiva ao álbum, dizendo que "algumas músicas são elegíacas, outras estão cheias de risadas de histórias em quadrinhos, mas durante todo o álbum ele [Osbourne] canta com uma vivacidade jovem que parece em desacordo com seus 70 e poucos anos. Suas músicas bobinhas estão mais alegres do que nunca, e suas músicas mais sérias parecem ainda mais pensativas ". Grow também menciona que as "dores de voz de Osbourne são incrivelmente emocionantes" e que os momentos de ternura do álbum o tornam um "guardião". Além disso, escrevendo para o The Guardian, Michael Hann deu ao álbum uma crítica geral, sugerindo que "Ordinary Man pode ter seus momentos lacrimosos liricamente", embora afirme que o álbum "talvez" tenha "poucas músicas memoráveis". AD Amorosi, da Variety, deu uma crítica positiva ao álbum, dizendo que ele contém "Mais hard rock do que metal bruto e mais prodigiosamente produzido (por Andrew Watt, da Invasion of Privacy de Cardi B, e fama de Beerbongs & Bentleys de Post Malone) do que o som glam do passado de Ozzy".
A revista Metal Hammer o elegeu como o 32º melhor disco de metal de 2020.

## Faixas
| N.º | Título | Compositor(es)                                              | Duração |  |
| 1.  | "Straight to Hell"                                                                                            | Ozzy Osbourne, Chad Smith, Duff McKagan, Andrew Watt        | 3:45    |  |
| 2.  | "All my Life"                                                                                                 | Osbourne, Smith, McKagan, Alexandra Tamposi, Wotman         | 4:18    |  |
| 3.  | "Goodbye" | Osbourne, Smith, McKagan, Tamposi, Wotman                   | 5:34    |  |
| 4.  | "Ordinary Man" (part. Elton John)                                                                             | Osbourne, John, Smith, McKagan, William Walsh, Wotman       | 5:01    |  |
| 5.  | "Under the Graveyard"                                                                                         | Osbourne, Smith, Tamposi, Wotman                            | 4:57    |  |
| 6.  | "Eat Me" | Osbourne, Smith, McKegan, Tamposi, Wotman                   | 4:19    |  |
| 7.  | "Today is the End"                                                                                            | Osbourne, Smith, Tamposi, Wotman                            | 4:06    |  |
| 8.  | "Scary Little Green Men"                                                                                      | Osbourne, Smith, McKegan, Tamposi, Wotman                   | 4:20    |  |
| 9.  | "Holy for Tonight"                                                                                            | Osbourne, Smith, MCKagan, Tamposi, Wotman                   | 5:52    |  |
| 10. | "It's a Raid" (part. Post Malone)                                                                             | Osbourne, Post Malone, Louis Bell, Smith, Tamposi, Wotman   | 4:20    |  |
| 11. | "Take What You Want" (part. Post Malone e Travis Scott) (Faixa bônus em lançamentos em CD, casette e digital) | Osbourne, Post, Smith, Jacques Webster, Walsh, Wotman, Bell | 3:49    |  |

## Créditos
- Ozzy Osbourne – vocal, harmonica (faixa 6)
- Andrew Watt – guitarras, produção, teclado (faixas 2, 4 a 10), piano (faixa 4), baixo (faixa 7)
- Duff McKagan – baixo (faixas 1 a 6, 8 a 10)
- Chad Smith – bateria, percussão (faixas 1 a 11)
- Slash – guitarra (faixas 1, 4)
- Charlie Puth[25] – teclado (faixa 1)
- Elton John – piano e vocais (faixa 4)
- Tom Morello – guitarra (faixas 8, 10)
- Post Malone – vocal (faixas 10, 11)
- Caesar Edmunds – programador de sintetizador de baixo (faixa 1), sintetizador de baixo (faixas 2, 3, 6, 9, 10)
- Happy Perez – teclado (faixas 5, 8)
- Louis Bell – teclado (faixa 10)
- Travis Scott – vocal (faixa 11)
- Kaan Gunesberk – programador (track 11)